# Concerto grosso (Vaughan Williams)
Il Concerto Grosso è un'opera per orchestra d'archi di Ralph Vaughan Williams. Originariamente composto nel 1950 per un'esecuzione alla Rural Schools Music Association diretta da Sir Adrian Boult, il pezzo è unico in quanto l'orchestra è divisa in tre sezioni basate sull'abilità: Concertino (Avanzato), Tutti (Intermedio) e Ad Lib (Principianti) che suona solo a corda vuota. Il brano si articola in cinque movimenti e le esecuzioni durano generalmente 14 minuti circa.

## Movimenti
- I. Intrada: Un tema drammatico che presenta la scrittura di musica grave negli archi
- II. Burlesca Ostinata: Un movimento vivace che utilizza in modo brillante quinte giuste per consentire ai suonatori di "Ad Lib" (che possono solo suonare corde vuote (accordate a intervalli di quinte giuste) di riprodurre il tema.
- III. Sarabanda: Un movimento lento in triplo tempo come indicato dal nome del movimento stesso
- IV. Scherzo: Un energico ma lirico breve scherzo ed una piccola coda
- V. Marcia e ripetizione: Una marcia molto vivace e molto sincopata, che porta senza soluzione di continuità ad una ripetizione completa del primo movimento.